# Newtonia leucocarpa
Newtonia leucocarpa är en ärtväxtart som först beskrevs av Hermann August Theodor Harms, och fick sitt nu gällande namn av Georges Charles Clément Gilbert och Raymond Boutique. Newtonia leucocarpa ingår i släktet Newtonia och familjen ärtväxter. Inga underarter finns listade i Catalogue of Life.